# انزياح ستوكس

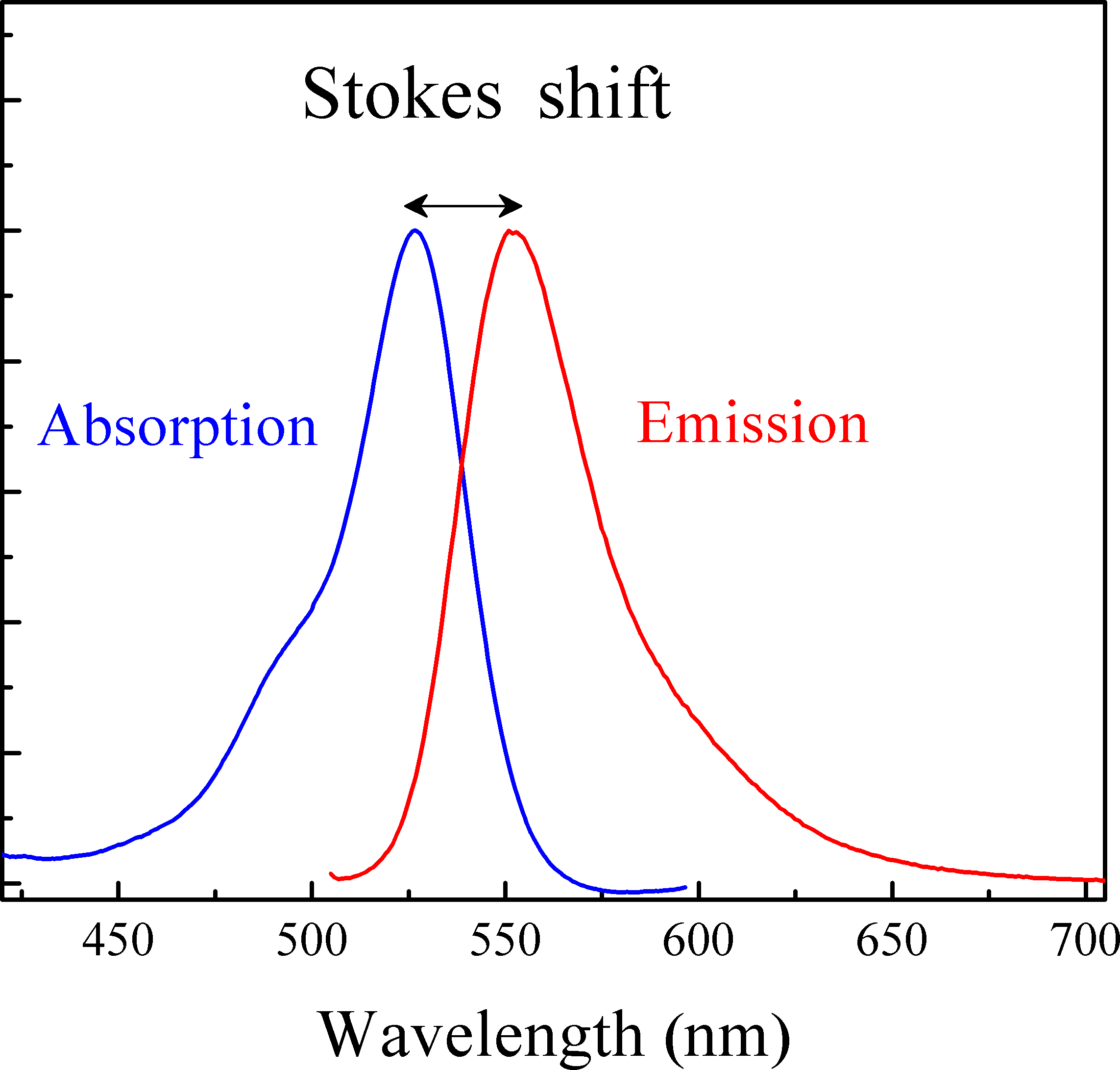
طيفا الامتصاص والانبعاث لمركب رودامين 6G مع وجود حوالي 25 نانومتر من انزياح ستوكس.

انزياح ستوكس هو الفرق (مقدراً بوحدات الطاقة أو طول الموجة أو العدد الموجي أو التردد بين موقعي قمة حزمة الامتصاص والانبعاث لطيف كهرومغناطيسي لنفس الانتقال الإلكتروني (أو القفزة الكمومية).
ينسب الاسم في هذا الانزياح إلى الفيزيائي جورج جابرييل ستوكس.
عندما يمتص نظام (سواء كان جزيئا أو ذرة) فوتونا، فإنه يكتسب طاقة ويصبح في حالة مثارة. يمكن للنظام الاسترخاء بانبعاث فوتون.
يحدث إنزياح ستوكس عندما تكون طاقة الفوتون المنبعث أقل من طاقة الفوتون الممتص، وهو ما يمثل الفرق بين طاقة الفوتونين.